# 梶野悳三
梶野 悳三（かじの とくぞう、1901年1月29日 - 1984年4月1日）は、昭和期日本の小説家。

## 来歴
新潟県岩船郡村上町（現在の村上市）生まれ。本名・正義。幼児期に北海道に移住。1921年に横須賀海兵団に入り、水兵となる。海軍三等主計兵曹であった。柔道に励んで四段となる。退団後、柔道知識を生かして梶野千万騎（かじの ちまき）の筆名で「試合もの」の小説を書き始める。1933年、山手樹一郎らと『大衆文学』を創刊。長谷川伸の新鷹会に加入後、悳三に改名。
1930年代後半から海洋文学、とくに捕鯨船員の生活などを描いた長編を手掛けるようになり、「俺は水兵」「鯨の町」などの作品を発表する。
1946年、自身が少年期を過ごした北海道天塩の鰊漁場を描いた「鰊漁場」（『大衆文芸』1947年6月号）で大衆雑誌懇話会賞を受賞。1950年「金剛童子」で第24回直木賞候補、1952年「防波堤」で第27回直木賞候補。「鰊漁場」は「ジャコ万と鉄」として1949年に谷口千吉監督、黒澤明、谷口千吉脚色、三船敏郎、月形龍之介主演、1964年にも深作欣二監督、高倉健、丹波哲郎主演で再映画化され、小説も改題された。
映画監督の梶野竜太郎は孫。

## 著書
- 『海の戦友』好文館 1941
- 『黒潮日記』童話春秋社 1942　※梶野正義名義
- 『日米短艇競漕』童話春秋社 1942　※梶野正義名義
- 『鯨の町』錦城出版社 1943　「海の野獣」（改題） 春陽文庫 1955
- 『海の男』春陽堂書店 1943
- 『海底戦士』金鈴社 1944
- 『ジャコ萬と鉄』寳文館 1948
- 『海の怪獣』春江堂 1948
- 『黒潮にいどむ少年漁夫』泰光堂 1949
- 『幽霊船』偕成社 1949
- 『坊ちやん教師』新小説社(新小説文庫)1951
- 『港へ来た男』春陽文庫 1953
- 『東尋坊の鬼』豊文社 1954
- 『風雲講道館』豊文社 1954
- 『講道館の鬼』同人社 1956
- 『講道館の五人男』同人社 1956
- 『南極の野獣』同人社 1957
- 『青春講道館』同人社 1957
- 『水兵物語』大日本雄弁会講談社(ロマン・ブックス)1957
- 『港の野郎ども』同人社 1958
- 『花の旋風』同人社 1958
- 『北海の竜虎』桃源社 1958
- 『最低野郎』和同出版社 1958
- 『講道館の小天狗』同人社 1958
- 『美人島征服』桃源社 1959
- 『鷲は見ていた』青樹社 1962
- 『吾一の一ばん銛』講談社 1975　※梶野正義名義